# Wotherton
Wotherton – przysiółek w Anglii, w hrabstwie Shropshire, w dystrykcie (unitary authority) Shropshire. Wotherton jest wspomniana w Domesday Book (1086) jako Udevertune.